# Ruta del Limarí
Ruta del Limarí es la denominación de la autopista chilena de peaje, que recorre las provincias de Elqui y Limarí en el norte Chico de Chile. La carretera que fue intervenida es la Ruta 43 entre el acceso norte a la ciudad de Ovalle hasta las ciudades de Coquimbo y La Serena.
La construcción de esta autopista se inició en mayo de 2014 bajo la concesión de Sociedad Concesionaria Ruta del Limarí S.A. adjudicada según el decreto supremo del MOP N.º 51 del año 2011. El 8 de julio de 2018 se habilitó la autopista.
Y es parte de Mop,copsa,sacyr

## Descripción del proyecto
Tras muchos accidentes en la carretera, el Ministerio de Obras Públicas (MOP) ha proyectado licitar y entregar a manos de privados, el mejoramiento y conservación de 77 km de vialidad interurbana, entre la ciudad de Ovalle y Coquimbo. El tramo se inicia en el Aeródromo El Tuquí en Ovalle hasta la  avenida la cantera mediante un bypass, paralelo a la línea ferroviaria, donde llega a la prolongación de Avenida Las Torres, continuación de la Avenida Juan Cisternas hacia el sector de La Pampa. 
También la autopista incluye una extensa ciclovía que parte en el paso superior Salvador Allende en Tierras Blancas, hasta Narciso Herrera en Cantera Baja. Abarca el mejoramiento y homogeneización a un perfil de doble calzada con 10 retornos a nivel ubicados cada 8 a 10 km, sectores de calles de servicios, áreas especiales para el estacionamiento de camiones, áreas de servicio para los usuarios de la vía, vehículos de atención de emergencias, camiones grúa, paraderos de buses ubicados fuera de las calzadas, accesos regularizados a predios adyacentes, cierros laterales, señalización, intersecciones desniveladas en los principales cruces, entre otras obras. Sacyr Vallehermoso señaló que la obra empezaría en junio de 2014, y terminaría en 2016.[cita requerida]

### Sectores del proyecto
La concesión abarca las comunas de Ovalle en la Provincia de Limarí y de Coquimbo en la Provincia de Elqui.
| Ruta (avances en construcción a mayo de 2014) | Sector | Origen               | Término                        | Inicio aproximado (km) | Fin aproximado (km) | Longitud total (km) | Velocidad (km/h) |
| --------------------------------------------- | ------ | -------------------- | ------------------------------ | ---------------------- | ------------------- | ------------------- | ---------------- |
| Ruta 43                                       | 1      | Aeródromo El Tuquí   | Paso FF.CC. Coquimbo           | 0                      | 56                  | 56                  |                  |
| Bypass Pan de Azúcar                          | 1      | Paso FF.CC. Coquimbo | Ruta D-35                      | 56                     | 75                  | 19                  |                  |
| Avenida Las Torres                            | 1      | Ruta D-35            | Paso Superior Av. Eduardo Frei | 75                     | 77                  | 2                   |                  |

## Recorrido
La información que se entrega puede estar sujeta a cambios, puesto que la autopista está en operación 
| Ruta 43, tramo Ovalle-Paso FF.CC. Coquimbo     |                                         |                                           |                                                        |
|                                                |                                         |                                           |                                                        |
| Salidas e infraestructura sentido sur-norte    | Distancia desde Aeródromo El Tuquí (km) | Distancia desde Paso FF.CC. Coquimbo (km) | Salidas e infraestructura sentido norte-sur            |
| Desde Ruta 43 Inicio de autopista              | 0 (km 0)                                | 61 (km 0)                                 | Continuación como Ruta 43 (Chile) Término de autopista |
| Ovalle Aeródromo El Tuquí                      | 0 (km 0)                                | 61 (km 0)                                 | Ovalle, El Dorado Aeródromo El Tuquí                   |
| Ovalle, Recoleta Puente Recoleta               | 14 (km 14)                              | 47 (km 14)                                | Ovalle, Recoleta Puente Recoleta                       |
| Ovalle, Recoleta Puente Panulcillo             | 18 (km 18)                              | 43 (km 18)                                | Ovalle, Recoleta Puente Panulcillo                     |
| Plaza de peaje troncal Las Cardas Ruta 43      | 35 (km 35)                              | 31 (km 35)                                | Plaza de peaje troncal Ruta 43                         |
| Mirador turístico Las Cardas                   | 38 (km 38)                              | 28 (km 28)                                | Mirador turístico Las Cardas                           |
| Andacollo, El Peñón Ruta D-51                  | 58 (km 58)                              | 3 (km 58)                                 | Andacollo, El Peñón Ruta D-51                          |
| Plaza de pesaje El Peñón                       | 59 (km 59)                              | 2 (km 59)                                 | Plaza de pesaje El Peñón                               |
| Continuación como Ruta 43 Término de autopista | 61 (km 61)                              | 0 (km 61)                                 | Desde Ruta 43 Inicio de autopista                      |

| Bypass Pan de Azúcar, tramo FF.CC.-Cantera Baja           |                                           |                                   |                                              |
| Salidas e infraestructura sentido sur-norte               | Distancia desde Paso FF.CC. Coquimbo (km) | Distancia desde Cantera Baja (km) | Salidas e infraestructura sentido norte-sur  |
| Inicio de autopista                                       | 0 (km 61)                                 | 14 (km 61)                        | Término de autopista                         |
| Puente La Vega                                            | 10 (km 71)                                | 4 (km 71)                         | Puente La Vega                               |
| Puente La Laguna                                          | 13 (km 74)                                | 1 (km 74)                         | Puente La Laguna                             |
| Coquimbo, Cantera Baja Ruta D-35                          | 14 (km 75)                                | 0 (km 75)                         | Coquimbo, Cantera Baja Ruta D-35             |
| Continuación como Avenida Las Torres Término de autopista | 14 (km 75)                                | 0 (km 75)                         | Desde Avenida Las Torres Inicio de autopista |

| Avenida Las Torres (La Serena-Coquimbo)', tramo Cantera Baja-Tierras Blancas' |                                   |                                        |                                                                  |
| Salidas e infraestructura sentido sur-norte                                   | Distancia desde Cantera Baja (km) | Distancia desde Avenida Juan Cisternas | Salidas e infraestructura sentido norte-sur                      |
| Desde Bypass Pan de Azúcar Inicio de autopista                                | 0 (km 75)                         | 2 (km 75)                              | Continuación como Bypass Pan de Azúcar Término de autopista      |
| Coquimbo, Tierras Blancas Avenida José Manuel Balmaceda Calle Talca           | 1 (km 76)                         | 1 (km 76)                              | Coquimbo, Tierras Blancas Avenida José Manuel Balmaceda          |
| La Serena, Tierras Blancas Calle Circunvalación Salvador Allende              | 1 (km 76)                         | 1 (km 76)                              | La Serena, Tierras Blancas Calle Circunvalación Salvador Allende |
| La Serena, Tierras Blancas Avenida Regimiento Arica                           | 1 (km 76)                         | 1 (km 76)                              | La Serena, Tierras Blancas Avenida Regimiento Arica              |
| La Serena, El Milagro Avenida Rodolfo Wagenknecht                             | 1 (km 76)                         | 1 (km 76)                              | La Serena, El Milagro Avenida Rodolfo Wagenknecht                |
| Continuación como Avenida Juan Cisternas Término de autopista                 | 2 (km 77)                         | 0 (km 77)                              | Desde Avenida Juan Cisternas Inicio de autopista                 |